# Rijnwoude
Rijnwoude és un antic municipi de la província d'Holanda del Sud, al sud dels Països Baixos. L'1 de gener del 2009 tenia 18.557 habitants repartits sobre una superfície de 57,85 km² (dels quals 1,2 km² corresponen a aigua). Limitava al nord amb Leiderdorp i Kaag en Braassem, a l'oest amb Zoeterwoude, a l'est amb Alphen aan den Rijn i al sud amb Zoetermeer, Lansingerland i Zevenhuizen-Moerkapelle, Boskoop i Waddinxveen.
L'1 de gener de 2014, juntiament amb Boskoop es va unir al municipi d'Alphen aan den Rijn.

## Centres de població
Benthorn, Benthuizen, Hazerswoude-Dorp, Groenendijk, Hazerswoude-Rijndijk, Hogeveen, i Koudekerk aan den Rijn.

## Ajuntament (2006)
- CDA - 5 regidors
- PvdA - 4 regidors
- VVD - 3 regidors
- ChristenUnie/SGP - 2 regidors
- GWR - 2 regidors
- D66 - 1 regidor